# Дэцин (Чжэцзян)
Дэци́н (кит. упр. 德清, пиньинь Déqīng) — уезд городского округа Хучжоу провинции Чжэцзян (КНР).

## История
В эпоху Троецарствия в 222 году здесь был создан уезд Юнъань (永安县), названный так по находившейся на его территории горе Юнъаньшань. После объединения китайских земель в империю Цзинь он был в 280 году переименован в Юнкан (永康县), а три года спустя получил название Укан (武康县) по находящейся на его территории горе Уканшань.
Во времена империи Тан в 691 году из уезда Укан был выделен уезд Уюань (武康县). В 711 году он был переименован в Линьси (临溪县), а в 742 году — в Дэцин.
После образования КНР уезд Дэцин вошёл в состав Специального района Цзясин (嘉兴专区), а уезд Укан — в состав Специального района Линьань (临安专区). В 1953 году Специальный район Линьань был расформирован, и уезд Укан также перешёл в состав Специального района Цзясин. В 1958 году уезд Укан был присоединён к уезду Дэцин.
В 1973 году Специальный район Цзясин был переименован в Округ Цзясин (嘉兴地区).
В октябре 1983 года округ Цзясин был расформирован, а вместо него были образованы городские округа Цзясин и Хучжоу; уезд Дэцин вошёл в состав городского округа Хучжоу.

## Административное деление
Уезд делится на 9 посёлков и 2 волости.

## Экономика
Посёлок Лошэ специализируется на производстве пианино. По состоянию на 2022 год в Лошэ располагалось более 100 компаний по производству пианино и комплектующих деталей с годовым объёмом производства более 50 тыс. штук. Продукция экспортируется в более чем 20 стран и регионов мира, в том числе во Францию, Нидерланды и Россию. Также Дэцин является крупным центром по выращиванию, обработке и продаже пресноводного жемчуга.